# Jacoby Brissett
Jacoby Brissett (West Palm Beach, Florida, 11 de diciembre de 1992) es un jugador profesional estadounidense de fútbol americano que se desempeña en la posición de quarterback en Arizona cardinals, equipo de la National Football League (NFL).

## Carrera
Fue seleccionado en la tercera ronda en la Reunión Anual de Selección de Jugadores de la NFL de 2016. Hizo su debut profesional con el equipo New England Patriots, en el cual jugó una temporada (2016-2017), después pasó por varios equipos, Indianapolis Colts (2017-2021), Miami Dolphins (2021-2022), Cleveland Browns (2022-2023), Washington Commanders (2023-2024), y finalmente, regresó a New England Patriots, donde lleva jugando una temporada.